# Abdellah Achaoui
Abdellah Achaoui (Tanger, 23 augustus 1965) is een Belgisch politicus voor de PS.

## Levensloop
Abdellah Achaoui was voetballer bij Racing Jet de Bruxelles en voetbaltrainer bij de Brusselse Marokkaanse voetbalclubs FC Etoile Marocaine en FC Atlas de Bruxelles. Van opleiding is hij econoom. Hij werkte als financieel analist van 1990 tot 1998 en financieel en administratief directeur van 1998 tot 2003) in de privésector.
Bij de gemeenteraadsverkiezingen van 2000 werd hij namens de PRL-FDF als gemeenteraadslid van Sint-Jans-Molenbeek verkozen. Hij was tevens lid van de Cercle européen de la communauté marocaine et des amis du Maroc. In december 2003 stapte hij over naar Spirit. Vanaf augustus 2003 was Achaoui tevens kabinetsmedewerker van minister van Mobiliteit en Sociale Economie Bert Anciaux (Spirit). Later werd hij lid van de PS. Hij was kandidaat bij de Brusselse gewestverkiezingen van 2004 en de federale verkiezingen van 2007, 2010, 2014 en 2019.
Achaoui was ondervoorzitter van de Intercommunale Bruxelloise de Distribution d'Eau (IBDE, later HydroBru) en diens opvolger Vivaqua. Hij is sinds 2013 tevens directeur bij Vivaqua, maar echter met politiek verlof. Ook was hij commissaris bij de École régionale et intercommunale de police (ERIP) en OCMW-raadslid in Sint-Jans-Molenbeek. Sinds de gemeenteraadsverkiezingen van 2018 is hij tweede schepen bevoegd voor Mobiliteit, Groene Ruimten en Beplantingen, Energie, Leefmilieu, Agenda 21, Duurzame Ontwikkeling en Administratieve Vereenvoudiging. Ook werd Achaoui voorzitter van de raad van bestuur van Interfin en lid van de raden van bestuur van Sibelga, Publigas en Fluxys.
Begin 2020 kwam hij in opspraak nadat bleek dat hij grote sommen geld van de vzw École des Jeunes (EDJ), de jeugdschool van voetbalclub Union Sint-Gillis waarvan hij voorzitter was, had vervreemd. Achaoui zou 8.000 euro met de bankkaart van de jeugdwerking hebben afgehaald en zichzelf een loon van 2.000 euro als adviseur uitgekeerd, terwijl hij als voorzitter niet betaald zou mogen worden. Bovendien werd gevreesd dat dit betaald werd met het geld uit de gewestelijke subsidie van 200.000 euro, wat strikt verboden was. Hij legde onmiddellijk zijn mandaat bij de jeugdwerking neer. In februari dat jaar startte het parket van Brussel een vooronderzoek naar het financieel gesjoemel. Ook bleek dat hij in zijn verplichte mandatenaangifte van de gemeente niet meldde dat hij een vergoeding ontving voor zijn werkzaamheden bij Union.